# 永坂杢兵衛
永坂 杢兵衛（ながさか もくべえ）は、三州瓦の瓦職人の名跡。三河国碧海郡棚尾村（現・愛知県碧南市）で瓦産業の発展に貢献し、三州瓦の名声を高めた先駆者の一人とされている。

## 特色

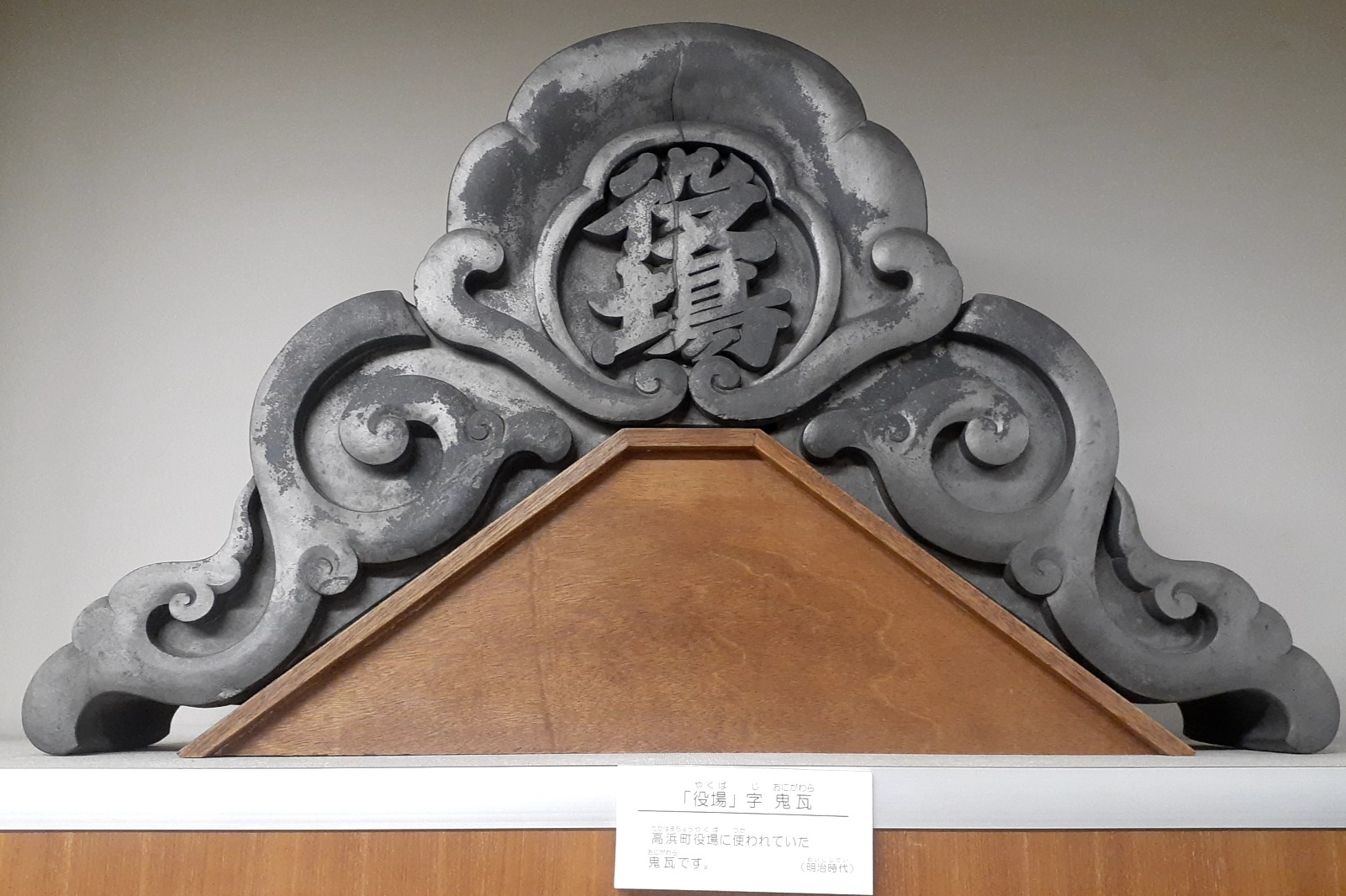
三州瓦の鬼瓦

天明8年（1788年）から1944年（昭和19年）まで、永坂杢兵衛家の当主は7代に渡って瓦を製造していた。三州瓦の産地である三河国碧海郡棚尾村（現・愛知県碧南市）において、最も長く瓦屋を続けたのが永坂杢兵衛家である。永坂家は棚尾村本郷（現・碧南市弥生町）にあり、正面にある堀川は大浜湊につながっていた。1888年（明治21年）に刊行された『参陽商工便覧』には「瓦製造場 永坂杢兵衛」の様子が描かれている。
2012年（平成24年）4月1日、永坂杢兵衛家が所蔵する鬼瓦の型紙である鬼板帋形など2003点が、「永坂杢兵衛家鬼板帋形」として碧南市有形民俗文化財に指定された。2014年（平成26年）にはカラクリブックスによって、永坂杢兵衛家を題材とする電子書籍『三州瓦 永坂杢兵衛』がリリースされた。
2018年（平成30年）5月から8月には碧南市藤井達吉現代美術館で常設展「瓦師・永坂杢兵衛 Part2」が開催され、永坂杢兵衛が製作した鬼瓦や鬼板帋形などが展示された。同年9月から11月には岡崎市美術博物館で展覧会「明治一五〇年 近代日本の挑戦者たち 博覧会にみる明治の三河」が開催され、永坂杢兵衛家が内国勧業博覧会に瓦を出品した際の資料なども展示された。かつてカクキュー（合資会社八丁味噌）の蔵にも永坂杢兵衛が製造した鬼瓦が設置されており、カクキュー史料館ではこの鬼瓦を常設展示している。

## 経歴

### 初代永坂杢兵衛
宝暦2年（1705年）、三河国碧海郡棚尾村（現・愛知県碧南市）に永坂家初代の永坂与平が生まれた。妻はさよ。享保5年（1720年）には徳川吉宗によって町屋の瓦葺が奨励され、この地域では三州瓦の製造が盛んとなった。明和5年（1768年）3月29日、永坂与平は64歳で死去した。なお、永坂与平は永坂杢兵衛を称していない。

### 2代目永坂杢兵衛

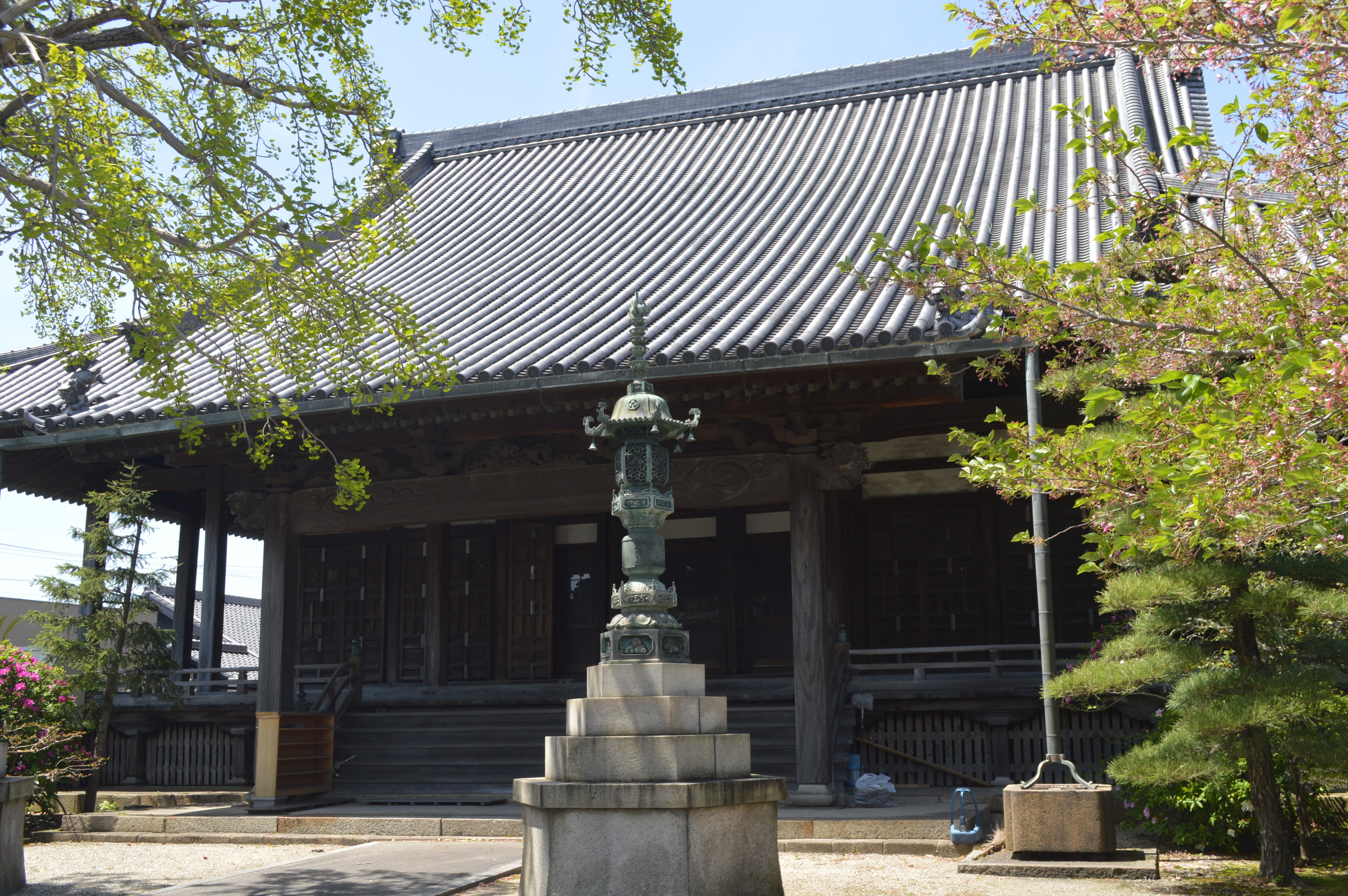
本伝寺

宝暦7年（1757年）、永坂杢兵衛（2代目永坂杢兵衛）が生まれた。父は与平、母はさよであり、与平が53歳の時の二男だった。2代目永坂杢兵衛は25歳で京都に赴き、7年間の修行の後に故郷に戻った。2代目永坂杢兵衛は1788年（天明8年）に瓦屋を開き、桟瓦などを製造した。
屋号の杢兵衛を用いたのは2代目当主からである。なお、同じ天明年間（1781年～1788年）には碧海郡高浜村（現・高浜市）の神谷儀八も京都に赴き、高浜村への帰郷後にやはり瓦屋を開いている。2代目永坂杢兵衛と神谷儀八の修行先は寺島家だったと推測される。
大浜てらまちの本伝寺には文政2年（1819年）に製作された合作の鬼瓦があり、「棚尾村杢兵衛 吉助 金三郎」と刻まれている。寛政年間（1789年～1800年）以後、碧海郡棚尾村・大浜村・高浜村・高取村・中畑村・平坂村などでは急速に瓦屋が増加した。永坂杢兵衛家には母屋、作業場、倉庫などがあり、作業場は堀川を通じて大浜湊と結ばれていた。大浜湊は三河国有数の港であり、三河国と江戸などを結ぶ海運業で栄えた。文政9年（1826年）5月11日、2代目永坂杢兵衛が70歳で死去した。
2021年（令和3年）時点で日本には70人から80人の鬼師がいるとされるが、うち約50人は三州瓦の産地である高浜市と碧南市に集中しており、これは2代目永坂杢兵衛と山本吉兵衛の存在が大きいとされる。

### 3代目永坂杢兵衛

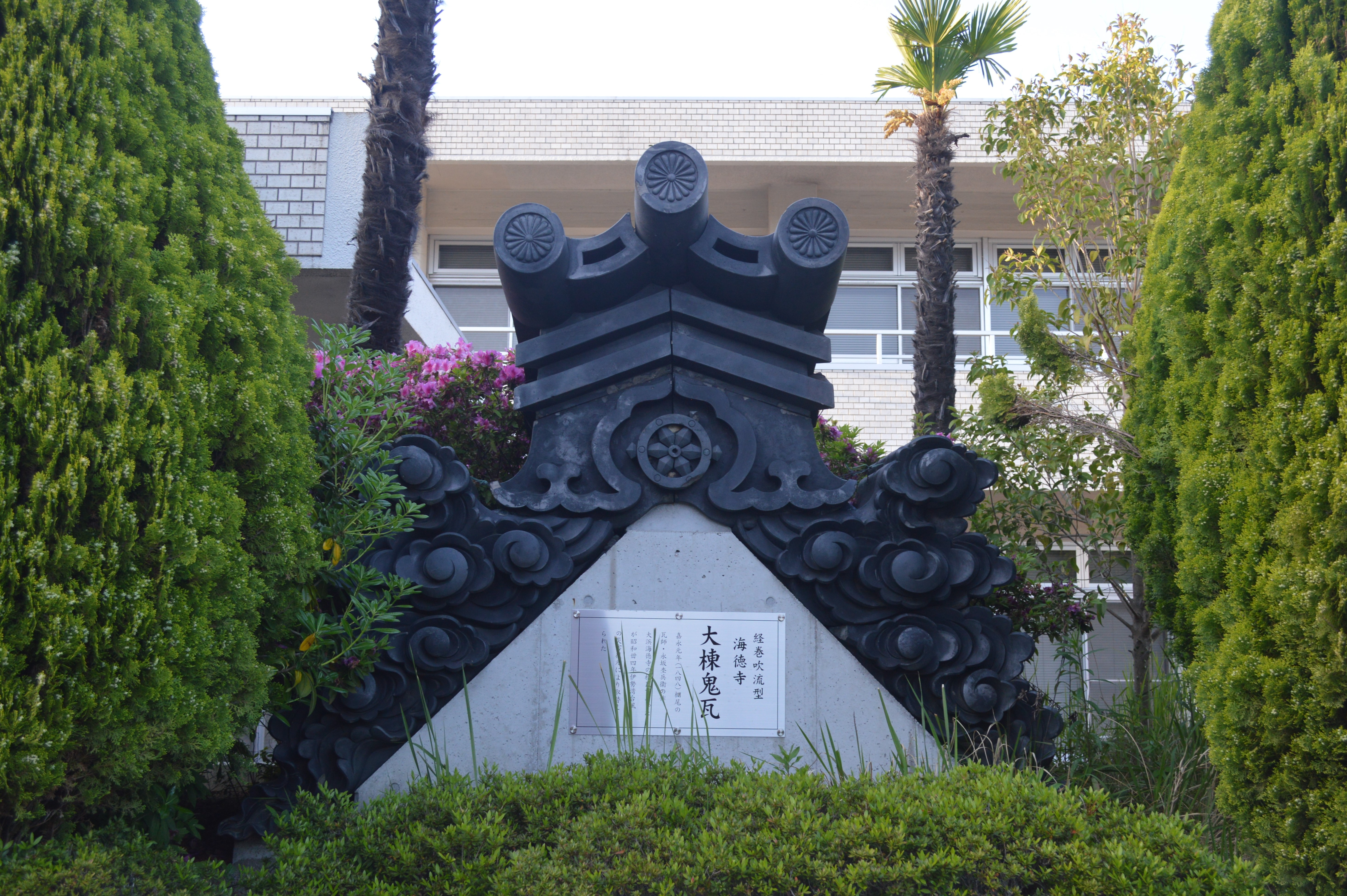
海徳寺大棟鬼瓦（1850年製作、碧南市民図書館中部分館敷地内）

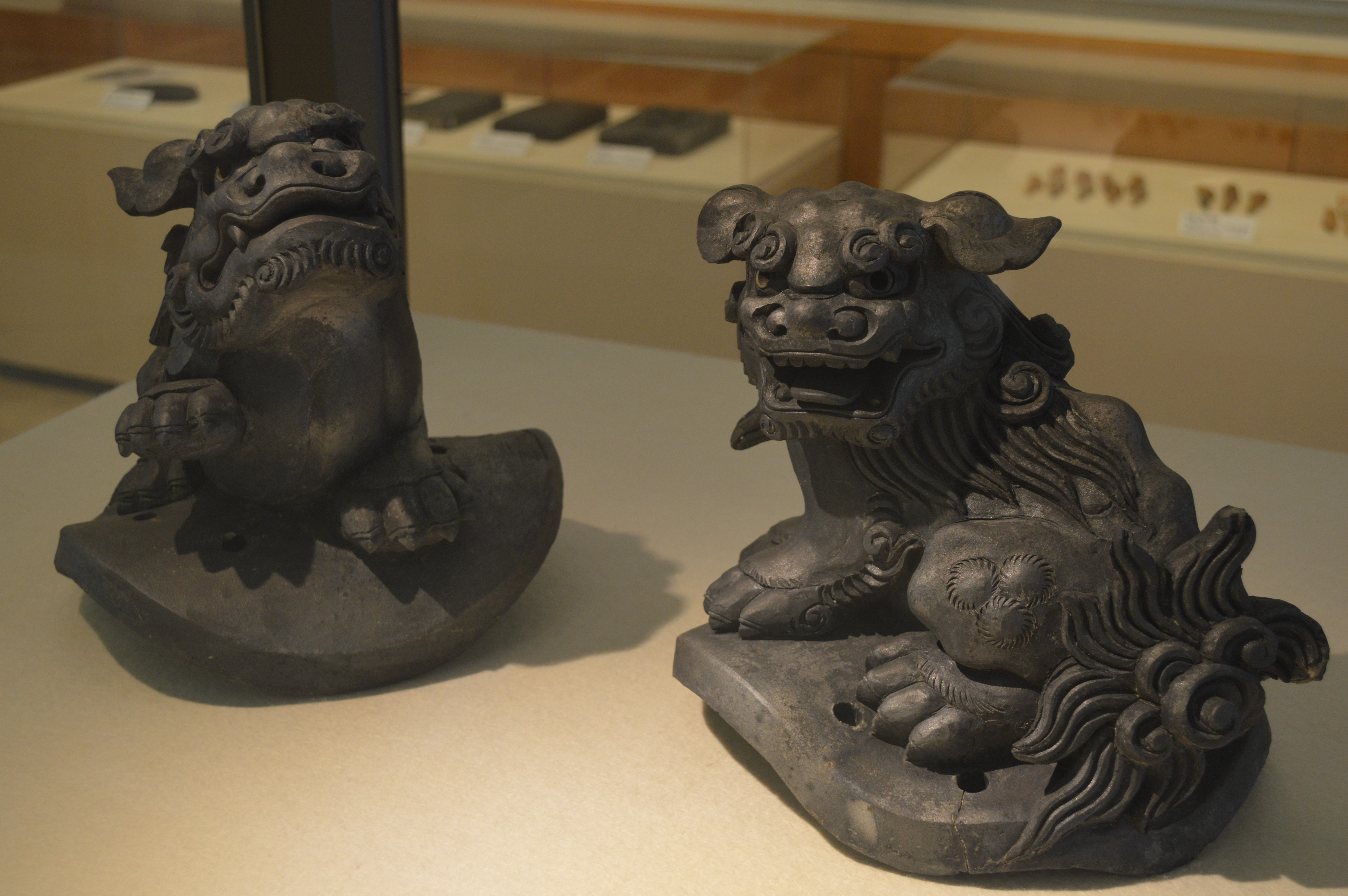
獅子文留蓋瓦（阿・吽）（1863年製作、高浜市やきものの里かわら美術館所蔵）

寛政2年（1790年）、永坂満真（3代目永坂杢兵衛）が生まれた。父は2代目永坂杢兵衛、母はせのであり、せのは棚尾村の瓦屋である杉浦金三郎の娘だった。天保5年（1835年）や天保11年（1841年）などに江戸に向けて瓦を積みだした記録が残っている。3代目永坂杢兵衛の時代には3基のだるま窯があり、27人の奉公人がいた。最初の妻はまきであり、まきの死後につねと再婚した。
3代目永坂杢兵衛は自ら瓦を製造する傍らで、大浜村・棚尾村・高浜村の瓦屋から瓦を買い集めて積み出す瓦問屋という性格も有していた。江戸では三河屋五郎右衛門などと取引し、ピークの弘化3年（1847年）には7万8886枚を引き渡している。嘉永3年（1850年）には海徳寺の大棟鬼瓦を製作しており、この鬼瓦は1959年（昭和34年）の伊勢湾台風で損傷した際に降ろされたが、同じ大きさの鬼瓦を製作できる瓦屋がいなかったとされる。
弘化4年（1847年）には奈良、大坂、京都を遊覧する旅行を行った。3月20日に棚尾村を出て衣浦湾を渡り、知多郡大野村（現・常滑市）から伊勢湾を渡り、東海道や大和街道を歩いたうえで木津川を下った。奈良では法隆寺を見物し、大坂では道頓堀などを見物した。京都を見物した後に東海道などで帰路に就き、4月2日に帰郷している。
元治2年（1865年）には伊勢神宮を参拝する旅行を行った。往路は船を用いており、日間賀島を見物するなどしている。伊勢神宮に加えて二見浦や朝熊山にも参詣し、復路は陸路で名古屋などを回って帰郷した。
江戸時代後半から1876年（明治9年）まで、永坂杢兵衛家では棚尾村で産出する粘土を用い、大八車や馬車などで作業場まで運んだ。燃料となる薪は知多半島、矢作川上流域、蒲郡など様々な場所から購入した。3代目永坂杢兵衛は79歳で死去した。

### 4代目永坂杢兵衛
文化13年（1816年）、碧海郡高浜村上組（現・高浜市）に板倉嘉平治（4代目永坂杢兵衛）が生まれた。父は板倉喜平、母は3代目永坂杢兵衛の娘である乃婦（のぶ）であり、嘉平治は次男だった。嘉平治は成人すると母の実家を継いで4代目永坂杢兵衛となった。4代目永坂杢兵衛は愛知県立医学校（現・名古屋大学医学部）、額田郡役所、知多郡役所などで仕事を請け負っている。
明治維新後の1871年（明治4年）に新民塾（後の小学校）が設置されると、4代目永坂杢兵衛は塾正に任じられた。また、1872年（明治5年）11月には額田県から棚尾村の戸長に任じられ、1878年（明治11年）2月には棚尾村会議員に選出された。1874年（明治7年）時点の棚尾村には永坂杢兵衛家を含めて12軒の瓦屋があった。1876年（明治9年）には愛知県知事の特命によってアメリカ合衆国で開催されたフィラデルフィア万国博覧会に出品した。1877年（明治10年）には上野公園で開催された第1回内国勧業博覧会に出品して褒状を受けた。1880年（明治13年）以後に行われた京都・東本願寺の阿弥陀堂・御影堂再建時には御用瓦の製造に関与したとされる。4代目永坂杢兵衛は1885年（明治18年）12月18日に死去した。

### 5代目永坂杢兵衛

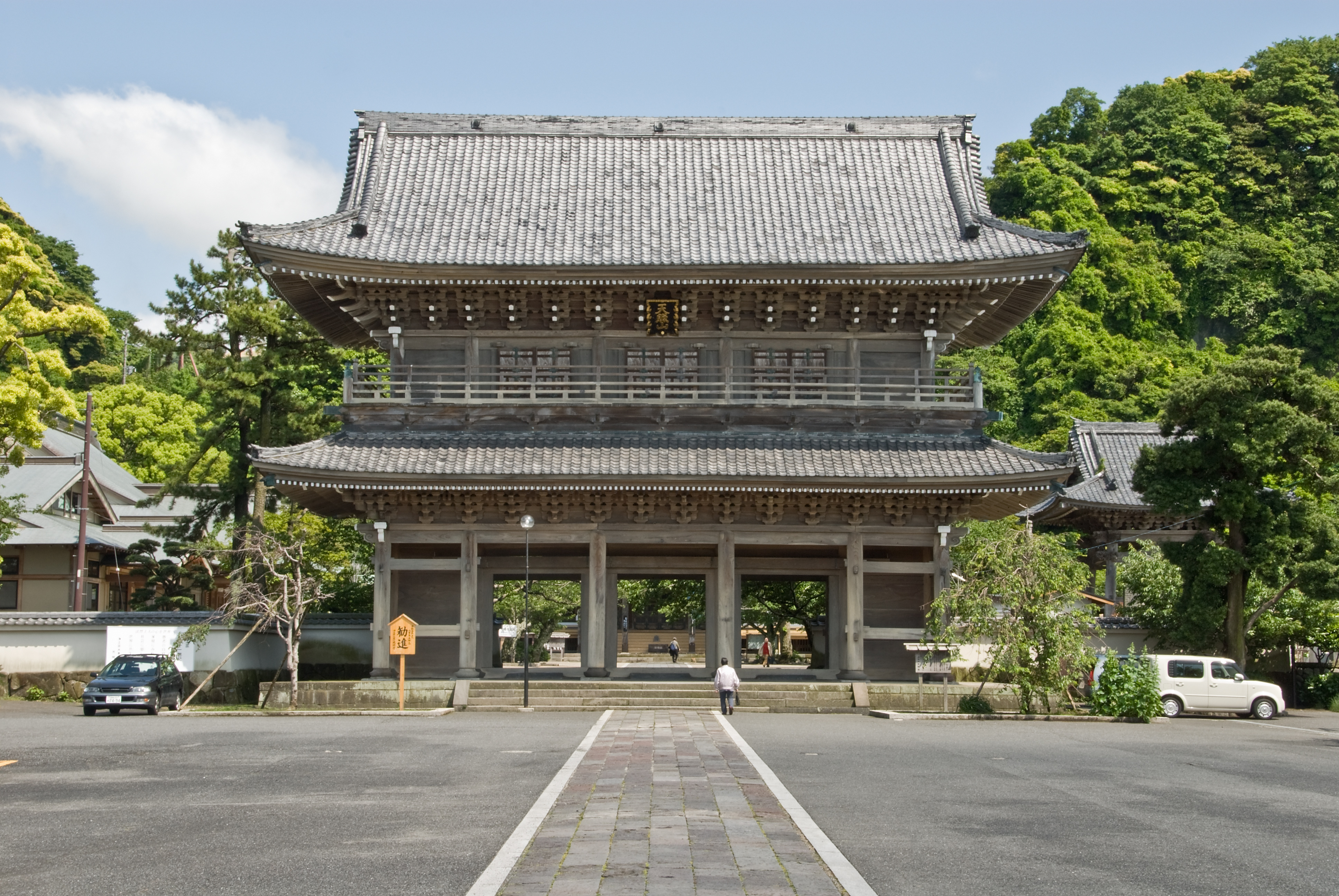
光明寺山門

弘化4年（1847年）、永坂杢三郎（5代目永坂杢兵衛）が生まれた。杢三郎は幼名であり、5代目永坂杢兵衛襲名後の俗名は正勝である。鎌倉の光明寺の山門大工事に携わっており、1909年（明治42年）から1911年（明治44年）にかけて、3万1223枚の瓦を出荷している。
5代目永坂杢兵衛は漢学・書道・和歌・茶道・剣術をたしなんでおり、漢学は高橋祐雄に、書道は大浜村の磯貝安左衛門に、和歌は東正寺の石川賢瑞や香川景嗣に、茶道は石川賢瑞に、剣術は西尾藩槍術指南の田代辰雄に学び、剣術では目録を受領した。明治維新後には菊間藩大浜出張所に登用され、1871年（明治4年）の大浜騒動では一向宗門徒らを四散させた。
1881年（明治14年）の第2回内国勧業博覧会には高さ5尺5寸で幅6尺5寸の大桟瓦を出品して有功三等賞を受けた。1885年（明治18年）に4代目から家業を受け継いだ。1892年（明治25年）には棚尾村会議員に就任し、1895年（明治28年）には棚尾村長に就任した。5代目永坂杢兵衛は1928年（昭和3年）8月13日に死去した。

### 6代目永坂杢兵衛
1873年（明治6年）、永坂茂三郎（6代目永坂杢兵衛）が生まれた。父は5代目永坂杢兵衛、母は八重。1877年（明治10年）11月、妙福寺境内の棚尾学校に入学し、1883年（明治16年）に卒業した。
12歳だった1884年（明治17年）、浄土宗西山深草派総本山誓願寺の山本観純に従い、京都の誓願寺に暮らした。京都では儒学者の西尾為忠、儒学者の宇田淵、漢学者・蘭学者の谷鉄臣、漢学者の中村確堂、漢学者の市村水香、仏教学者の斎藤聞精などに学んでいる。1887年（明治20年）3月に京都尚寧学校に入学すると、1888年（明治21年）9月には同志社普通学校2年に編入し、1892年（明治25年）6月に卒業した。

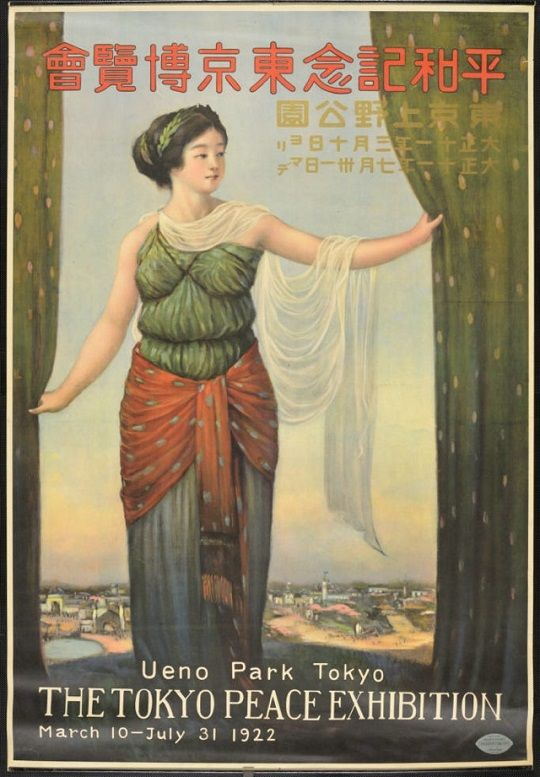
平和記念東京博覧会

同年7月25日に棚尾村に帰郷し、6代目永坂杢兵衛として瓦屋を継いだが、学問も捨てずに明治法律学校講法会の会員となった。永坂家杢兵衛には近隣から青年らが集まり、石川八郎治（九重味醂当主）、平岩種治郎（平岩鉄工所社長）、永井治郎（後の棚尾町長）らとも交友した。1893年（明治26年）1月には西方寺で宗教家の清沢満之にも出会っている。1894年（明治27年）には神奈川県高座郡藤沢の清浄光寺（遊行寺）から瓦を受注している。29歳だった1901年（明治34年）8月に棚尾村の収入役に就任し、35歳だった1907年（明治40年）に棚尾村会議員に就任した。
1922年（大正11年）に東京で開催された平和記念東京博覧会には瓦を出品し、三州瓦を全国に知らしめるきっかけを作った。1923年（大正12年）頃には時代の趨勢に合わせて瓦製造に電動機を導入した。1924年（大正13年）に全国瓦業組合連合会が設立されると、6代目永坂杢兵衛は幹事を務めた。1934年（昭和9年）まで7期に渡って棚尾村会議員/棚尾町会議員を務めている。
雅号は江村である。72歳だった1945年（昭和20年）、宇宙の基本原理を漢詩で表現した『江村自叙伝』を刊行し、その後も『江村詩集』、『江村百題』、『江村五絶』、『江村七絶』、『古今名吟抄と随筆』を刊行している。1966年（昭和41年）に93歳で死去した。

### 7代目永坂杢兵衛

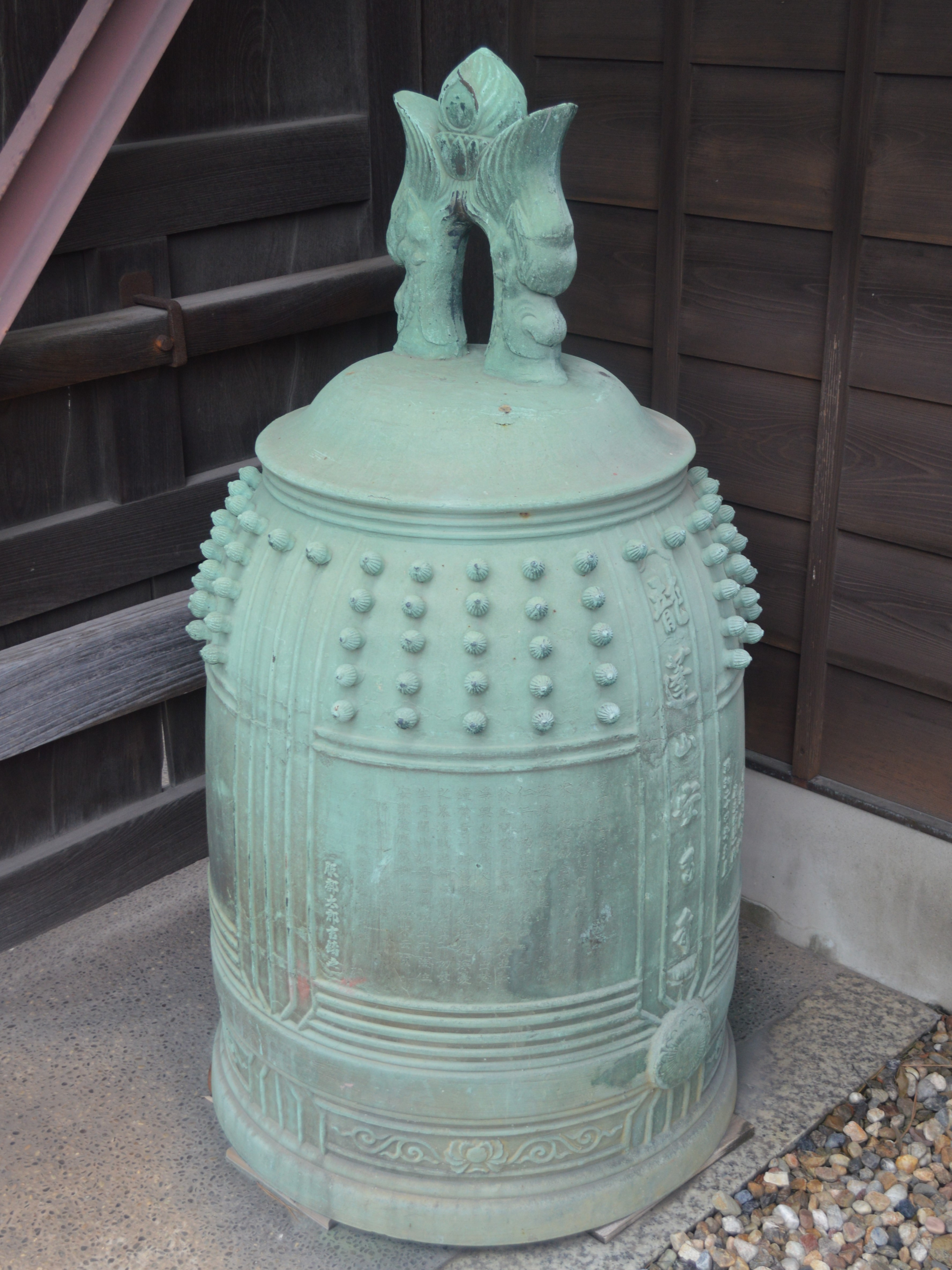
安専寺の2代目鐘楼

1909年（明治42年）、永坂利貞（7代目永坂杢兵衛）が生まれた。旧制愛知県刈谷中学校（現・愛知県立刈谷高等学校）を卒業し、6代目永坂杢兵衛とともに瓦屋を経営した。
1937年（昭和12年）に勃発した日中戦争の戦局が拡大すると、燃料となる石炭や薪木などの統制を受けた。永坂杢兵衛家の職人が太平洋戦争に出征したこともあって、1944年（昭和19年）には休業に追い込まれた。
1944年（昭和19年）の休業後も瓦屋杢兵衛の暖簾は維持し、戦後には1958年（昭和33年）まで瓦の販売を継続した。碧南市棚尾本町の安専寺には安永5年（1776年）に鋳造された梵鐘があったが、戦時供出された後の1949年（昭和24年）5月には新たな梵鐘が鋳造され、永坂杢兵衛による銘文が刻まれている。
1956年（昭和31年）には7代目永坂杢兵衛が碧南市議会議員に就任し、4期に渡って市議会議員を務めた。7代目永坂杢兵衛は1989年（平成元年）に死去した。

## 現存する作品
永坂杢兵衛家が製造した鬼瓦は多数の寺院などに設置された。改築の際に屋根から降ろされた鬼瓦のうち、処分されずに保管されてきたものもある。鬼瓦以外の瓦は改築の際に処分されてしまうことが多い。

### 鬼瓦
- 海徳寺（碧南市音羽町）大棟鬼瓦 - 嘉永3年（1850年）製作[1]。高さ2.23m、幅2.68m[1]。碧南市民図書館中部分館敷地内。
- 本伝寺（碧南市築山町）本堂の降棟の鬼瓦[8]
- 称名寺（碧南市築山町）の庫裏玄関の鬼瓦[8]
- 称名寺（碧南市築山町）の鬼瓦[8]
- 安専寺（碧南市棚尾本町）の水屋の鬼瓦[8]
- 光輪寺（碧南市棚尾本町）所蔵の獅子頭付鬼瓦[8]
- 光輪寺（碧南市棚尾本町）山門の鯱瓦[8]
- 宝珠寺（碧南市音羽町）の鐘楼の鬼瓦[8]
- 棚尾尋常高等小学校（碧南市春日町）の鬼瓦[8]
- 旧山中順一邸（知多郡東浦町）の鬼瓦[8]
- 獅子文留蓋瓦（阿・吽） - 文久3年（1863年）製作。高浜市やきものの里かわら美術館・図書館所蔵。
- 安養寺（刈谷市熊野町）の獅子留蓋瓦

### 平瓦・丸瓦など
- 西方寺（碧南市浜寺町）本堂の素丸瓦[8]
- 洋々医館（碧南市鷲林町）の軒瓦[8]
- 洋々医館（碧南市鷲林町）の軒巴瓦[8]